# 亨里克·佩特里赫
亨里克·佩特里赫（波蘭語：Henryk Petrich，1959年1月10日—），波兰男子拳击运动员。他曾代表波兰参加1988年夏季奥林匹克运动会拳击比赛，获得男子81公斤级铜牌。